# Salvador Ortega Flores
Salvador Ortega Flores (* 22. März 1920 in Mexiko-Stadt; † 16. Dezember 1972 ebenda) war ein mexikanischer Architekt, Stadtplaner und Lehrer.

## Biografie
Ortega studierte Architektur an der Escuela Nacional de Arquitectura der Universidad Nacional Autónoma de México (UNAM). Als Architekt plante er überwiegend projekte im öffentlichen Raum. Gemeinsam mit Mario Pani, mit dem er ab 1950 kooperierte, und mit Enrique del Moral entwarf er unter anderem das zentrale Verwaltungsgebäudes der UNAM.
Im Bereich der Stadtplanung im Distrito Federal de México hatte er einige Ämter inne und spielte hierbei unter anderem als damaliger Vertreter der Hauptverwaltung für öffentliche Bauvorhaben eine tragende Rolle bei der Planung der U-Bahn in Mexiko-Stadt.